# 펠레 흐베네고르
펠레 흐베네고르(Pelle Hvenegaard, 1975년 8월 29일 ~ )는 덴마크의 배우이다.